# Чортове Беремище
50°27′26″ пн. ш. 30°31′23″ сх. д. / 50.457231791767° пн. ш. 30.523123029101° сх. д.
Чортове беремище (помилково — Хрещатицьке беремище) — давнє урочище в Києві, височина на схилі Михайлівської гори (187,7 м) в районі сучасного парку Володимирська гірка, одна з шістьох київських «Лисих гір».

## Історія
Згадка Чортового беремища вперше з'являється у рукопису ігумена Михайловського Золотоверхого монастиря Феодосія Софоновича «Хроніка з літописців стародавніх», написаному у 1672—1673 роках. У 10-й главі автор переповідає історію знищення князем Володимиром у 988 році язичницького капища на Перуновому пагорбі з Повісті временних літ (далі — ПВЛ), додавши нові деталі. Згідно з розповіддю, ідола (в «Хроніці» — безіменного, у ПВЛ — Перуна), волочили з гори щоб втопити у Дніпрі, при чому його били, від чого біс в ідолі нібито кричав. Через це шлях (за ПВЛ — Боричів взвоз), що вів від Михайлівського монастиря вниз к Подолу і назвали Чортове беремище — мов на ньому чорту (тобто ідолу) було тяжко (беремя, бремя — тяжкість). За Софоновичем (у перекладі І. Жиленко): "Повість давня також є, що колись одного ідола тягли з гори до Дніпра і били по череву. Біс у ньому кричав, лементуючи. Звідтіль ту з гори дорогу нижче монастиря Михайлівського назвали здавна «Чортове Беремище», тобто — «тягар чортів», бо слово слов'янське «бремя» означає «тягар». З «Хроніці» Софоновича цей фрагмент майже дослівно увійшов до третього (1680 року) видання «Синопсиса Київського» Інокентія Гізеля.
Максим Берлинський у «Краткому описании Киева» виданому у 1820 році, посилаючись на «Синопсис» вказав на тотожність Чортового беремища та Боричевого взвоза, але в той же час відзначив, що простолюд називаю Чортовим беремищем кут гори біля Трьохсвятительської церкви звернутий до Боричевого взвозу. Останній проходив приблизно по трасі сучасного фунікулеру.
Місце це довгий час користувалося поганою славою. У середньовіччя вважали, що сюди злітаються на шабаш відьми.

## Сучасний стан
Зараз нічого не нагадує тут про загадкове минуле. На місці язичницького капища височіє стародавній Михайлівський Золотоверхий собор — перший храм з позолоченими куполами в Києві. Нижче по схилу Михайлівської гори в XIX був розбитий парк Володимирська гірка. А в яру за яким колись тягли поваленого язичницького бога проходить траса фунікулера, відкритого в 1905 році. Михайлівська гора — один з відрогів Старокиївської гори, який відділявся від неї невеличким яром, що проходив нинішньою Михайлівською площею і відкривався у напрямок Подолу Боричевим узвозом (в районі сучасної траси фунікулеру). На цій горі розміщувався двір Ізяслава (Дмитра) Ярославовича та його родовий — Дмитрівський монастир. Його син — Святополк ІІ (Михайло) Ізяславович збудував поруч з Дмитрівським собором — Михайлівський Золотоверхий собор, який згодом став центральною спорудою гори. А в ХІІІ сторіччі вже і сам монастир став з Дмитрівського Михайлівським. Після татарської навали на горі залишилися лише монастирські споруди. У період розквіту українського бароко монастир відбудовується і розширюється. В середині ХХ сторіччя північні та східні схили гори впорядковують і розбивають тут парк, а у 1853 році — відкривають пам'ятник святому рівноапостольному князю Володимиру, який став композиційною основою східної частини гори. Відтоді східний виступ гори і парк дістали назву Володимирська гірка.
Після руйнації монастиря та перейменування вулиць топонім «Михайлівська гора» почав поступово зникати з вжитку (витіснявся Володимирською гіркою, проте, з відбудовою собору і поверненням назви площі — гору все частіше знову називають Михайлівською.

## Хрещатицьке беремище

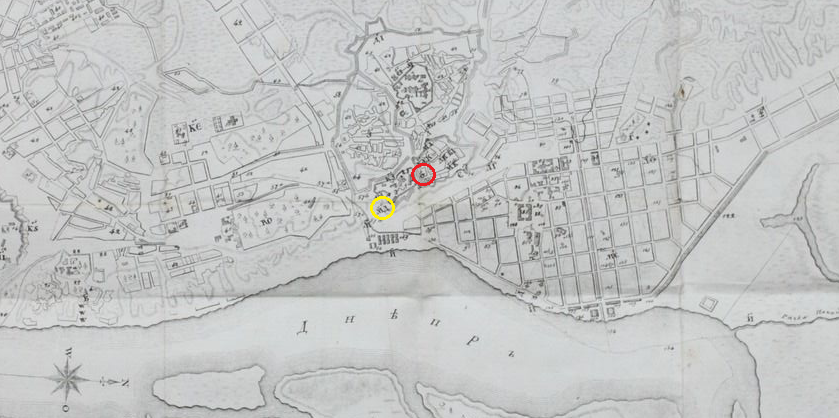
Фрагмент Плану міста Києва доданий до книги М. Берлинського «Краткое описание Киева». Чортове беремище позначено червоним колом, Хрещатицьке — жовтим.

Деякі сучасні джерела (таки, як наприклад, «Веб-енциклопедія Києва») вказують на тотожність Чортового та Хрещатицького беремищ. Але згідно з першоджерелами, це є два різних місця, хоч вони й розташовані зовсім поруч. Додатково плутанину імовірно додав зв'язок обох цих місць з «нечистою силою». В «Краткому описании Киева» Максима Берлинського Хрещатицьке беремище описано як «рос. самый высокий старого Киева наугольный холм, обращенный к Хрещатику». З книги М. Закревського, випливає, що мова йде про терасу, що виступає зі схилу Михайловської гори на південний схід, та на який у 1853 році був споруджений памятник Володимиру Святославичу (М. Берлинський писав свою книгу до спорудження монументу). Це також підтверджується доданою до «Краткого описания Киева» мапою, з позначенням Хрещатицького беремища (і окремо від нього Чортового беремища, на північний захід від Хрещатицького). На думку Берлинського, на цьому пагорбі (терасі) в давнину також стояв поганський ідол, пізніше скинутий. Також він вказував, що Хрещатицьке беремище мало іншу назву — Кучинська гора (Кучинская гора), від саду такого-собі Кучинського та мало серед простолюду погану славу місця сбору відьом, перевертней та упирів. Слід відмітити, що М. Закревський та сучасні автори, розміщують сад Кучинського «де відьми злітались» дещо в іншому місці — на схилах Михайловської гори.

## Інші «Лисі гори» Києва
Згідно з кратким топонімічним словником «Київ», назву «Лиса гора» у Києві мали усього шість підвишень. Окрім Хрещатицького беремища описаного у даній статті, це також були:
1. Дівич-гора в гирлі Либіді.
2. інша назва Юрковиці.
3. інша назва місцевості Западинка, або, за іншими даними, найвища із Западинських піщаних гір.
4. піщане підвищення між Чортороєм і селищем Троєщина та Вигурівщиною на лівому березі Києва.
5. неіснуюче зараз піщане підвищення на Верхній Солом'янці біля Либеді[12].

## В першоджерелах
«Хроніка з літописців стародавніх»:
|  | Повѣстъ теж єсть старых тая, же гды ємного балвана волокли з горы утопити в Нєпръ и били по чєрєву, бѣсь в нєм кричал, лямєнтуючи. Ѡттол тую з горы дорогу нижше монастыря Михаиловского назвали здавна Чортово Бєрємищє, то єсть тяжкость чорту, бо слово славєнскоє „брємя“ значит „тяжкость“. |